# Melania Cruz
Melania Pérez Cruz, (Lugo, 25 de julio de 1983) es una actriz española de televisión, cine y teatro.
Fue Premio da Cultura Galega, modalidad Artes Escénicas, en 2022.

## Trayectoria
Comenzó desde muy joven haciendo teatro como amateur en su ciudad y posteriormente, obtuvo el título de grado superior en la Escola Superior de Arte Dramática de Galicia. En 2009 inició su relación con la compañía Escénate con cuatro espectáculos. En 2010, protagonizó junto a Josito Porto la obra de teatro ¡Ay, Carmela! y en 2013 participó en Los que no pudieron huir de 611 Teatro y en una adaptación de Inventarios de Philippe Minyana bajo la dirección de Cristina Domínguez.
En 2012, fundó con cuatro compañeros la compañía ilMaquinario Teatro estrenando su primera producción, El hombre almohada (dirigida por Tito Asorey ) en la que da vida al personaje protagonista, Katurian. En 2014, estrenaron Perplejo,  espectáculo que ganó cinco premios María Casares y por el que fue nominada al premio a mejor actriz protagonista.
En 2014 participó en la película gallega A esmorga, dirigida por Ignacio Vilar y en la que interpretó el papel de Raxada. En 2015, trabajó como actriz secundaria en las series Urxencia cero y Serramoura.
En 2016, ganó el premio María Casares a Mejor Actriz Protagonista por su interpretación del personaje de Lucía en Xardín suspenso, de Abel Neves, dirigida por Cándido Pazó en el Centro Dramático Gallego. En 2017, trabajó en las series Fontealba y Viradeira. En 2018 recibió el Premio Mestre Mateo a mejor actriz por su papel protagonista en Dhogs bajo la dirección de Andrés Goteira. En 2019, ganó otro Mestre Mateo, esta vez a actriz de reparto, por su trabajo en la película Trote, ópera prima de Xacio Baño y en 2021 por su papel en Ons de Alfonso Zarauza. En 2020, fue galardonada con el Premio FICBUEU de Cine de Galicia.
En 2019, interpretó a la comisaria Manuela Fortes en la serie A estiba, de Televisión de Galicia.
En 2019, junto a Tito Asorey, fundó la compañía A quinta do cuadrante, con la que llevaron a escena O empapelado amarelo y grabaron los cortometrajes A farsa das zocas y As mulleres do porvir y la radioficción La lindona de Galicia. En 2021, estrenaron A lúa vai encuberta, una dramaturgia de Vanesa Sotelo sobre el texto homónimo de Manuel María en coproducción con Incendiaria Teatro. En 2022, estrenó Continente María, un espectáculo de teatro contemporáneo para popularizar la figura de María Casares con el que hizo gira en Galicia, España, Colombia e Uruguay.
Su trayectoria como actriz en estos últimos años sigue ligada al cine y la televisión en proyectos con diferentes productoras. En teatro continúa trabajando puntualmente con compañías gallegas de larga trayectoria como Producións Teatrais Excéntricas o Teatro de Ningures.

### Largometrajes
| Año  | Título               | Personaje              | Dirección         |
| ---- | -------------------- | ---------------------- | ----------------- |
| 2015 | A esmorga            | A Raxada               | Ignacio Vilar     |
| 2016 | Sicixia              | Raquel                 | Ignacio Vilar     |
| 2017 | Dhogs                | Álex                   | Andrés Goteira    |
| 2017 | Trote                | Marta                  | Xacio Baño        |
| 2019 | Arima                | Julia                  | Jaione Camborda   |
| 2020 | María Solinha        | Carmiña                | Ignacio Vilar     |
| 2020 | Ons                  | Mariña                 | Alfonso Zarauza   |
| 2020 | Qué hicimos mal      | Melania                | Liliana Torres    |
| 2021 | El cuarto de Mona    | Laura                  | Darío Autrán      |
| 2021 | Malencolía           | Sira                   | Alfonso Zarauza   |
| 2022 | El tirabeque         | Nati                   | Darío Autrán      |
| 2022 | Os espazos en branco | Xela                   | Bruno Arias       |
| 2022 | Justicia artificial  | Presidenta Sira Garcés | Simón Casal       |
| 2024 | Prefiro condenarme   | Antígona, Melania      | Margarita Ledo    |
| 2024 | Los Tigres           | Marisa Ruiz            | Alberto Rodriguez |
| 2024 | Tralovento           | Ana                    | Eloy D. Serén     |

### Series
| Año         | Título                | Personaje       | Cadena       | Notas         |
| ----------- | --------------------- | --------------- | ------------ | ------------- |
| 2016        | Urxencia Cero         | Marta           | TVG          | 1 episodio    |
| 2016        | Serramoura            | Micaela Morais  | TVG          | 6 episodios   |
| 2016 - 2017 | Fontealba             | Marisa          | TVG          | 200 episodios |
| 2017 - 2018 | Viradeira             | Maca            | TVG          | 23 episodios  |
| 2019 - 2020 | Estiba                | Manuela Fortes  | TVG          | 17 episodios  |
| 2022        | La unidad             | Psicóloga       | Movistar +   | 2 episodios   |
| 2022        | Now and then          | Jefa de Prensa  | Apple TV     | 2 episodios   |
| 2022        | Apagón                | Teresa          | Movistar +   | 1 episodio    |
| 2022 - 2024 | Operación Marea Negra | Sargento Molina | Amazon Prime | 9 episodios   |
| 2024        | Poscoito              | Laura           | AGalega      | 1 episodio    |
| 2023 - 2024 | Rapa                  | Chamorro        | Movistar +   | 7 episodios   |
| 2024        | Clanes                | Laura           | Netflix      | 7 episodios   |
| 2024        | Bibopalula            | Narradora       | AGalega      | 55 episodios  |
| 2024 - 2025 | La Promesa            | Ana             | TVE          | 59 episodios  |

### TV Movies
| Año  | Título         | Personaje         | Cadena |
| ---- | -------------- | ----------------- | ------ |
| 2018 | Contou Rosalía | Rosalía De Castro | TVG    |

### Cortometraje
- 2023: Curmán (Alejandro Jato)
- 2022: Pontevedra, ciudad cero (Alfonso Zarauza)
- 2021: Nido (Alejandro Rodríguez)
- 2020: As mulleres do porvir (Tito Asorey
- 2020: A farsa das zocas (Tito Asorey)
- 2019: Arrolo (Lucía Estévez)
- 2017: Albedrío (JS Raimundi y Álex Vázquez)
- 2016: Papá llevaba peluca (Chema Montero)
- 2015: Al tercer día (Vicente Pedreira)
- 2015: El coche rojo (Karla Taveras)
- 2015: Desde dentro (Samuel Lema)
- 2012: La falta (Francisco González)
- 2011: Una mala noche (Fernando Rivero)

### Teatro
- 2025: As Desterradas, de Carme Varela. Dirigida por Quico Cadaval
- 2024: As Gardiás, de Nasser Djemaï. Dirigida por Cristina Domínguez
- 2024: Anatomía dos lugares da luz, selección de textos de Benxamín Otero
- 2022: Continente María, de Marianella Morena y Tito Asorey. Dirigida por Tito Asorey
- 2021: A lúa vai encuberta,  de Vanesa Sotelo a partir de la obra homónima de Manuel María. Dirigida por Tito Asorey
- 2021: Fariña, de Jose Prieto. Dirigida por Tito Asorey
- 2021: A lindona de Galicia, de Andrés de Claramonte. Dirigida por Tito Asorey
- 2019: Medida por medida, de W. Shakespeare. Dirigida por Quico Cadaval
- 2019: El empapelado amarillo, de Tito Asorey y Melania Cruz a partir de la obra homónima de Charlotte P. Gilman. Dirigida por Tito Asorey
- 2017: O Tolleito de Inishmaan, de Martin McDonagh. Dirigida por Cándido Pazó
- 2017: X Premio Teatro Radiofónico do Diario Cultural. Dirigida por Marta Pazos
- 2017: Resaca, de Ana Carreira y Tito Asorey. Dirigida por Tito Asorey
- 2016: IX Premio Teatro Radiofónico do Diario Cultural. Dirigida por Tito Asorey
- 2015: Xardín suspenso, de Abel Neves. Dirigida por Cándido Pazó
- 2014: Perplejo, de Marius von Mayenbourg. Dirigida por Tito Asorey
- 2013: Inventarios, de Philippe Minyana de Claramonte. Dirigida por Tito Asorey
- 2013: Los que no pudieron huir, de Carlota O´Neill. Dirigida por Javier Hernández-Simón
- 2012: El hombre almohada, de Martin McDonagh. Dirigida por Tito Asorey
- 2012: A fala das pedras, de Fernando Pedrido. Dirigida por Ana Carril
- 2011: Xeración Nós, de María Fernanda Cosín. Dirigida por Ana Carril
- 2010: ¡Ay, Carmela!, de Sanchis Sinisterra. Dirigida por Tito Asorey
- 2010: Lugo. Ciudad 10, de María Fernanda Cosín. Dirigida por Ana Carril
- 2009: Lugo de Alma Romana, de María Fernanda Cosín. Dirigida por Ana Carril

## Premios y nominaciones

### Premios Mestre Mateo
| Año  | Categoría                 | película       | resultado |
| ---- | ------------------------- | -------------- | --------- |
| 2018 | Mejor actriz protagonista | Dhogs          | Ganadora  |
| 2019 | Mejor actriz protagonista | Contou Rosalía | Nominada  |
| 2019 | Mejor actriz secundaria   | Trote          | Ganadora  |
| 2021 | Mejor actriz protagonista | Ons            | Ganadora  |
| 2022 | Mejor actriz protagonista | Malencolía     | Nominada  |
| 2024 | Mejor actriz secundaria   | Rapa           | Nominada  |

### Premios María Casares
| Año  | Categoría              | obra                 | resultado |
| ---- | ---------------------- | -------------------- | --------- |
| 2016 | Mejor actriz principal | Xardín Suspenso      | Ganadora  |
| 2015 | Mejor actriz principal | Perplexo             | Nominada  |
| 2017 | Mejor actriz principal | Resaca               | Nominada  |
| 2021 | Mejor texto original   | O empapelado amarelo | Nominada  |
| 2023 | Mejor actriz principal | Continente María     | Nominada  |

### Premios FICBUEU
| Año  | Categoría           | festival |
| ---- | ------------------- | -------- |
| 2020 | Premio Cine Gallego | FICBUEU  |

### Premio Cultura Gallega
| Año  | Categoría                                |
| ---- | ---------------------------------------- |
| 2022 | Premio Cultura Galega en Artes Escénicas |

### Premio Festival de Cans
| Año  | Categoría                          |
| ---- | ---------------------------------- |
| 2023 | Premio Chimpín de Prata Pepe Piume |

### Premio Lucense del Año El Progreso
| Año  | Categoría                          |
| ---- | ---------------------------------- |
| 2023 | Premio Lucense del Año El Progreso |

### Premios Mulleres de Compostela
| Año  | Categoría                     |
| ---- | ----------------------------- |
| 2025 | Premio Mulleres de Compostela |

### Premios Somos Aisge de Festival de Cans
| Año  | Categoría                                          |
| ---- | -------------------------------------------------- |
| 2025 | Premio Somos AISGE a Mejor Interpretación Femenina |